# Husszein Mahini
Husszein Mahini (perzsául: حسین ماهینی, a nyugati sajtóban Hossein Mahini; Busehr, 1986. szeptember 16. –) iráni válogatott labdarúgó, a Perszepolisz játékosa.

## Pályafutása
2005 és 2010 között az Esteghlal Ahvaz első csapatának volt a játékosa, majd 2012-ig a Zob Ahan játékosa volt. Július 7-én kétéves szerződést írt alá a Perszepolisz csapatával, de 2015 és 2016 között kölcsönben a Malavan együttesénél lépett pályára kölcsönben.

## A válogatottban
Bekerült Carlos Queiroz 2014-es labdarúgó-világbajnokságra utazó keretébe, de a tornán pályára nem lépett.

## Sikerei, díjai
- Perszepolisz
  - Iráni bajnok: 2016-17, 2017-18
  - Iráni szuperkupa:  2017, 2018